# 口腔前庭
口腔前庭（こうくうぜんてい、Vestibulum oris）とは、口腔内における前方部をさす。外方からは口唇とその後外側へのつづきである頬により境される。頬の深部には頬脂肪体がある。
口腔前庭は、内方からは上下両顎の歯槽突起を被っている粘膜及び歯列弓によって境され、全体として馬蹄形をなしており、歯列が完全な場合には口を閉じると、その後内方にある狭義の口腔からはっきりと分かれる。
口腔と頬は哺乳動物において初めて完全に発達し、従って口腔前庭も出来上がって乳の吸収が可能となる。
上下の両唇の縁で粘膜が皮膚に移行する部は特に赤くて、外面に露出している。これを赤唇縁（唇紅、Rubor labiorum）といい、その存在は人類の特徴である。
口唇内面の粘膜は歯槽突起前面に移る所には、人中線において縦走のヒダをつくる。これを上唇小帯 (Frenulum labii superioris) 及び下唇小帯 (Frenulum labii inferioris) という。また、歯槽突起を被う粘膜は厚く、かつ骨膜と密着する。これを歯肉 (Gingiva) という。